# Объездное шоссе (Балашиха)
Объездно́е шоссе́ — трасса районного значения на востоке Московской области, на территории городского округа Балашиха, является западной и северной границей Западной промышленной зоны Балашихи.

## Описание
Объездное шоссе начинается после разворота под эстакадой на 19 км шоссе Энтузиастов напротив центральной проходной дивизии имени Дзержинского. Объездное шоссе отходит на север под острым углом к шоссе Энтузиастов. С левой стороны от Объездного шоссе находится территория, на которой расположена радиомачта высотой более 400 м, используемая для вещания более 20-ти FM-радиостанций. С правой стороны находится автосервисный центр. Дальше слева расположен небольшой пруд, за которым находится лесная территория, относящаяся к Горенскому лесопарку. С правой стороны параллельно шоссе протекает речка Горенка, которая на многих географических картах ошибочно обозначается как Чернавка или Чернявка (первоначально была перепутана с реально существующей Чернавкой, только не правым, а левым притоком Пехорки). Восточнее речки расположена территория Западной промышленной зоны Балашихи.
Затем Объездное шоссе пересекает Горенку и делает поворот в восточном направлении. Сразу за поворотом с левой стороны находится небольшое озеро, а к югу от шоссе продолжается территория Западной промзоны. Слева к шоссе постепенно приближается железнодорожная ветка Реутов—Балашиха, шоссе делает небольшой изгиб, где пересекает железнодорожные пути, ведущие к предприятиям Западной промзоны. С этого места шоссе следует параллельно железной дороге, с правой стороны от шоссе двумя линиями тянутся гаражи.
Слева от шоссе расположена железнодорожная платформа Горенки, за которой шоссе пересекает асфальтированная пешеходная дорожка, соединяющая платформу Горенки с микрорайоном Балашиха-1, и следующая дальше через Горенский лесопарк к Мазуринскому озеру. Чуть дальше с правой стороны к шоссе примыкает улица Мира, а с левой стороны расположен железнодорожный переезд, за которым находится проходная воинской части. Объездное шоссе вливается в Советскую улицу на регулируемом перекрёстке, где с правой стороны расположена автошкола РОСТО.

## Транспорт
По Объездному шоссе проходят  маршруты городского общественного транспорта №7к и “мкр. Новое Измайлово - гипермаркет Globus”, также водители маршруток, следующих из Москвы в микрорайоны Балашиха-2 и Новый Свет, (маршруты № 108, 193) в часы пик используют этот путь, чтобы миновать пробку, образующуюся на пересечении шоссе Энтузиастов с Советской улицей.

## Жилищное строительство
Рядом с перекрёстком, где Объездное шоссе вливается в Советскую улицу, высятся корпуса жилого комплекса «Жемчужина Балашиха», который был построен в 2005—2008 гг. на месте снесённых зданий Балашихинской текстильной фабрики ОАО «Балашихинский текстиль» (основана в 1821; после 1917 — Зеленовская суконная фабрика имени Чичерина, также Фабрика № 5).

## Интересные факты
Объездное шоссе было открыто для движения транспорта в середине 80-х годов 20-го века, как альтернативный путь из Москвы в мкр. Балашиха-2, в объезд развязки на пересечении шоссе Энтузиастов и Советской улицы. Однако количество автомобилей в то время было во много раз меньше, чем сейчас, пробки на шоссе Энтузиастов были явлением крайне редким, качество дорожного покрытия на Объездном шоссе оставляло желать лучшего, к тому же могла возникнуть задержка около железнодорожного переезда, поэтому почти все водители предпочитали старый проверенный путь по шоссе Энтузиастов и затем по Советской улице, а Объездное шоссе оставалось пустынным.
Ситуация начала меняться в 90-х годах, когда количество автомобилей стало стремительно расти. Поток автомобилей по шоссе увеличился, и дорожное покрытие, и так не очень хорошее, пришло в полную негодность, водителям приходилось маневрировать между многочисленными выбоинаими и колдобинами, за что шоссе метко прозвали «Пьяной дорогой». В середине 2000-х годов городские власти наконец обратили внимание на Объездное шоссе. На всем протяжении дороги восстановили освещение, положили новый асфальт. Около платформы Горенки оборудовали нерегулируемый пешеходный переход, перед которым на дороге установили лежачие полицейские